# Morning Musume Love is Alive! 2002 Natsu at Yokohama Arena
Albums de Morning Musume
4th Ikimasshoi!
(2002) No.5
(2003)
Vidéos par Morning Musume
Concert Tour 2002 Haru "Love Is Alive"
(2002) Concert Tour 2003 Haru "Non Stop!"
(2003)
Morning Musume Love is Alive! 2002 Natsu at Yokohama Arena (モーニング娘。LOVE IS ALIVE! 2002夏at横浜アリーナ) est une vidéo musicale (DVD) du groupe de J-pop Morning Musume, la septième d'un concert du groupe.

## Présentation
La vidéo sort au format DVD le 20 novembre 2002 au Japon sous le label zetima (elle sera rééditée au format Blu-Ray le 11 septembre 2013). Le DVD atteint la 3e place à l'Oricon, et reste classé 9 semaines, pour un total de 43 145 exemplaires vendus durant cette période.
Le concert avait été filmé un mois auparavant, le 23 septembre 2002, dans la salle omnisports Yokohama Arena, en promotion de l'album 4th Ikimasshoi! dont huit des chansons sont interprétées (cinq étant précédemment sorties en singles, dont une en "face B"). Trois autres titres plus anciens sortis auparavant en singles sont également interprétés par le groupe, ainsi que celui de son dernier single en date, Do it! Now. Un deuxième DVD en bonus contient un documentaire sur les coulisses du concert.
C'est le concert de graduation de Maki Gotō, au terme duquel elle quitte officiellement le groupe Morning Musume pour se consacrer à sa carrière en solo, toujours dans le cadre du Hello! Project ; elle y interprète trois titres en solo, dont deux en rappel : les chansons de ses deux derniers singles, et celle qu'elle avait enregistré avec Akagumi 4 en 2000. Les sous-groupes de Morning Musume (Tanpopo, Petit Moni et Mini Moni) interprètent également un ou deux de leurs titres au milieu du concert, de même que deux autres groupes du Hello! Project invités sur scène : les groupes Country Musume (avec Rika Ishikawa de Morning Musume) et Coconuts Musume (avec Mika de Mini Moni).

## Participantes
- Morning Musume
  - 1re / 2e / 3e générations : Kaori Iida, Natsumi Abe / Kei Yasuda, Mari Yaguchi / Maki Gotō
  - 4e génération : Rika Ishikawa, Hitomi Yoshizawa, Nozomi Tsuji, Ai Kago
  - 5e génération : Ai Takahashi, Asami Konno, Makoto Ogawa, Risa Niigaki
- Tanpopo (Kaori Iida, Mari Yaguchi, Rika Ishikawa, Ai Kago)
- Petit Moni (Kei Yasuda, Maki Gotō, Hitomi Yoshizawa)
- Mini Moni (Mari Yaguchi, Nozomi Tsuji, Ai Kago, Mika)
- Country Musume (Rinne, Asami, Rika Ishikawa, Mai Satoda)
- Maki Gotō (en solo)
- Coconuts Musume (Ayaka, Mika)

## Liste des titres
| 1.  | Opening (OPENING)                                                                                | Présentation                                    |  |
| 2.  | Do it! Now                                                                                       | de l'album à venir No.5                         |  |
| 3.  | Sōda! We're Alive (そうだ! We're ALIVE)                                                          | de l'album 4th Ikimasshoi!                      |  |
| 4.  | MC 1                                                                                             | Présentation                                    |  |
| 5.  | Renai Revolution 21 (恋愛レボリューション21)                                                     | de 4th Ikimasshoi! / Best! Morning Musume 1     |  |
| 6.  | Ikimasshoi! (いきまっしょい!)                                                                    | de l'album 4th Ikimasshoi!                      |  |
| 7.  | Otoko Tomodachi (男友達)                                                                         | de l'album 4th Ikimasshoi!                      |  |
| 8.  | MC 2                                                                                             | Présentation                                    |  |
| 9.  | Otome Pasta ni Kandō ~ Ōjisama to Yuki no Yoru (乙女パスタに感動 ~ 王子様と雪の夜) (par Tanpopo) | Singles de Tanpopo                              |  |
| 10. | Baby! Koi ni Knock Out! ~ Chokotto Love (BABY! 恋にKNOCK OUT! ~ ちょこっとLOVE) (par Petit Moni) | Singles de Petit Moni                           |  |
| 11. | Mini Moni Jankenpyon! (ミニモニ。ジャンケンぴょん!) (par Mini Moni)                              | Single de Mini Moni                             |  |
| 12. | Iroppoi Onna ~Sexy Baby~ (色っぽい女...) (Country Musume ni Ishikawa Rika)                       | Single de Country Musume ni Ishikawa Rika       |  |
| 13. | Yaruki! It's Easy (やる気! IT'S EASY) (par Maki Gotō)                                            | Single de Maki Gotō                             |  |
| 14. | Shiawase Desu ka? (幸せですか？) (par Coconuts Musume)                                           | Single de Sexy 8                                |  |
| 15. | The Peace! (ザ☆ピ～ス!)                                                                          | de l'album 4th Ikimasshoi!                      |  |
| 16. | Love Machine (Loveマシーン)                                                                      | de Best! Morning Musume 1 / 3rd -Love Paradise- |  |
| 17. | MC 3                                                                                             | Présentation                                    |  |
| 18. | MC 4                                                                                             | Présentation                                    |  |
| 19. | Mr. Moonlight ~Ai no Big Band~ (Mr. Moonlight～愛のビッグバンド～)                               | de l'album 4th Ikimasshoi!                      |  |
| 20. | Happy Summer Wedding (ハッピーサマーウエディング)                                                | de l'album Best! Morning Musume 1               |  |
| 21. | Koi no Dance Site (恋のダンスサイト)                                                             | de Best! Morning Musume 1 / 3rd -Love Paradise- |  |
| 22. | MC 5                                                                                             | Présentation                                    |  |
| 23. | Encore 01 : Honki de Atsui Theme Song (... 本気で熱いテーマソング)                               | de l'album 4th Ikimasshoi!                      |  |
| 24. | Encore 02 : Dekkai Uchū ni Ai ga Aru (... でっかい宇宙に愛がある)                                | de l'album 4th Ikimasshoi!                      |  |
| 25. | W-Encore : Akai Nikkichō (... 赤い日記帳) (par Maki Gotō)                                        | Single d'Akagumi 4                              |  |
| 26. | W-Encore : Te wo Nigitte Arukitai (... 手を握って歩きたい) (par Maki Gotō)                       | Single de Maki Gotō                             |  |

| 1. | Omake Eizō (おまけ映像) | Documentaire |  |